# Leichtathletik-U20-Südamerikameisterschaften
Die Leichtathletik-U20-Südamerikameisterschaften (bis 2015 Juniorensüdamerikameisterschaften) sind Leichtathletikwettkämpfe, die vom südamerikanischen Kontinentalverband Confederación Sudamericana de Atletismo (CONSUDATLE) im Zwei-Jahres-Rhythmus veranstaltet werden und zwischenzeitlich auch jährlich ausgetragen wurden. Die ersten Meisterschaften fanden im Jahr 1959 in der argentinischen Hauptstadt Buenos Aires statt, womit Südamerika der erste Kontinent war, der Leichtathletikbewerbe im Junioren- und Jugendbereich abhielt. Bis 1964 waren die Wettkämpfe nur für Männer und erst 1966 durften Frauen an einzelnen Bewerben teilnehmen. Die mit Abstand erfolgreichste Nation ist Brasilien, gefolgt von Argentinien und Chile.

## Veranstaltungen
| Nr. | Jahr | Stadt             | Datum                      | Stadion                                             | Wettbewerbe | Athleten | Nationen |
| --- | ---- | ----------------- | -------------------------- | --------------------------------------------------- | ----------- | -------- | -------- |
| 01. | 1959 | Buenos Aires      | 18. bis 19. April 1959     |                                                     | 17          | 59       | 2        |
| 02. | 1960 | Santiago de Chile | 30. April bis 1. Mai 1960  |                                                     | 18          | 74       | 3        |
| 03. | 1961 | Santa Fe          | 15. bis 16. Oktober 1961   | Centro de Alto Rendimiento Deportivo Pedro Candioti | 18          | 56       | 5        |
| 04. | 1962 | Lima              | 21. bis 24. September 1962 |                                                     | 18          | 91       | 5        |
| 05. | 1964 | Santiago de Chile | 24. bis 27. September 1964 |                                                     | 19          | 80       | 7        |
| 06. | 1966 | Montevideo        | 9. bis 14. Oktober 1966    |                                                     | 29          | 159      | 6        |
| 07. | 1968 | São Paulo         | 8. bis 14. September 1968  | Estadio Atlético de São Bernardo do Campo           | 29          | 176      | 8        |
| 08. | 1970 | Cali              | 9. bis 12. Oktober 1970    | Estadio Olímpico Pascual Guerrero                   | 28          | 194      | 9        |
| 09. | 1972 | Asunción          | 21. bis 25. Oktober 1972   |                                                     | 33          | 194      | 8        |
| 10. | 1974 | Lima              | 9. bis 13. Oktober 1974    | Estadio Nacional                                    | 33          | 239      | 9        |
| 11. | 1976 | Maracaibo         | 13. bis 17. Oktober 1976   |                                                     | 34          | 152      | 6        |
| 12. | 1978 | São Paulo         | 15. bis 17. Dezember 1978  |                                                     | 34          | 178      | 8        |
| 13. | 1980 | Santiago de Chile | 23. bis 26. Oktober 1980   |                                                     | 36          | 191      | 8        |
| 14. | 1981 | Rio de Janeiro    | 15. bis 18. Oktober 1981   |                                                     | 36          | 181      | 9        |
| 15. | 1983 | Medellín          | 9. bis 12. Juni 1983       |                                                     | 37          | 162      | 8        |
| 16. | 1984 | Caracas           | 4. bis 7. Oktober 1984     |                                                     | 37          | 176      | 8        |
| 17. | 1985 | Santa Fe          | 21. bis 24. November 1985  | Centro de Alto Rendimiento Deportivo Pedro Candioti | 37          | 206      | 6        |
| 18. | 1986 | Quito             | 13. bis 16. September 1986 | Estadio Los Chasquis                                | 38          | 201      | 9        |
| 19. | 1987 | Santiago de Chile | 24. bis 27. September 1987 |                                                     | 38          | 251      | 10       |
| 20. | 1988 | Cubatão           | 30. Juni bis 3. Juli 1988  |                                                     | 44          |          |          |
| 21. | 1989 | Montevideo        | 16. bis 19. Juni 1989      |                                                     | 40          | 248      | 10       |
| 22. | 1990 | Bogotá            | 13. bis 15. Juli 1990      | Estadio Nemesio Camacho                             | 40          | 250      | 10       |
| 23. | 1991 | Asunción          | 21. bis 23. Juni 1991      |                                                     | 39          | 212      | 9        |
| 24. | 1992 | Lima              | 21. bis 23. August 1992    |                                                     | 41          | 191      | 10       |
| 25. | 1993 | Puerto La Cruz    | 18. bis 20. Juni 1993      |                                                     | 41          | 205      | 11       |
| 26. | 1994 | Santa Fe          | 1. bis 4. September 1994   | Centro de Alto Rendimiento Deportivo Pedro Candioti | 42          | 259      | 12       |
| 27. | 1995 | Santiago de Chile | 5. bis 7. September        |                                                     | 43          | 207      | 10       |
| 28. | 1996 | Bucaramanga       | 8. bis 10. Juni 1996       |                                                     | 43          | 283      | 13       |
| 29. | 1997 | San Carlos        | 20. bis 21. Juni 1997      |                                                     | 43          | 302      | 11       |
| 30. | 1998 | Córdoba           | 16. bis 17. Mai 1998       |                                                     | 43          | 286      | 11       |
| 31. | 1999 | Concepción        | 22. bis 23 Oktober 1999    |                                                     | 43          | 278      | 11       |
| 32. | 2000 | São Leopoldo      | 7. bis 8. Oktober 2000     | University of Unisinos Track club                   | 44          | 260      | 11       |
| 33. | 2001 | Santa Fe          | 11. bis 13. Oktober 2001   | Centro de Alto Rendimiento Deportivo Pedro Candioti | 44          | 265      | 13       |
| 34. | 2002 | Belém             | 1. bis 3. August 2002      | Estádio Olímpico do Pará                            | 44          | 194      | 10       |
| 35. | 2003 | Guayaquil         | 7. bis 8. Juni 2003        | Estadio Modelo Alberto Spencer Herrera              | 44          | 230      | 12       |
| 36. | 2005 | Rosario           | 1. bis 2. Oktober 2005     | Estadio Municipal Jorge Newbery                     | 44          | 294      | 13       |
| 37. | 2007 | São Paulo         | 30. Juni bis 1. Juli 2007  | Estádio Ícaro de Castro Melo                        | 44          | 224      | 12       |
| 38. | 2009 | São Paulo         | 25. bis 26. Juli 2009      | Estádio Ícaro de Castro Melo                        | 44          | 212      | 12       |
| 39. | 2011 | Medellín          | 23. bis 25. September 2011 | Estadio Atanasio Girardot                           | 44          | 271      | 13       |
| 40. | 2013 | Resistencia       | 18. bis 20. Oktober 2013   | Estadio Jaime Zapata                                | 44          | 271      | 11       |
| 41. | 2015 | Cuenca            | 16. bis 20. April 2015     | Pista Atlética Jefferson Perez                      | 44          | 245      | 11       |
| 42. | 2017 | Leonora           | 3. bis 4. Juni 2017        | National Track and Field Centre                     | 41          |          | 11       |
| 43. | 2019 | Cali              | 14. bis 16. Juni 2019      | Estadio de Atletismo Pedro Grajales                 | 44          |          | 11       |
| 44. | 2021 | Lima              | 9. bis 10. Juli 2021       | Villa Deportiva Nacional                            | 45          |          | 10       |
| 45. | 2023 | Bogotá            | 19. bis 21. Mai 2023       |                                                     | 45          |          |          |
| 46. | 2024 | Lima              | 12. bis 14. Juli 2024      | Villa Deportiva Nacional                            | 45          |          | 13       |

## Meisterschaftsrekorde

### Männer
| Disziplin            | Rekord               | Athlet                                                                                          | Datum              | Ort         |
| -------------------- | -------------------- | ----------------------------------------------------------------------------------------------- | ------------------ | ----------- |
| 100 m                | 10,01 s A (+1,9 m/s) | Renan Gallina                                                                                   | 19. Mai 2023       | Bogotá      |
| 200 m                | 20,54 s (+1,1 m/s)   | Bruno Pacheco                                                                                   | 3. August 2002     | Belém       |
| 400 m                | 45,78 s A            | Alison dos Santos                                                                               | 15. Juni 2019      | Cali        |
| 800 m                | 1:48,53 min          | Simoncito Silvera                                                                               | 13. Oktober 2001   | Santa Fe    |
| 1500 m               | 3:48,42 min          | Thiago do Rosario                                                                               | 19. Oktober 2013   | Resistencia |
| 5000 m               | 14:13,29 min         | Fernando Fernandes                                                                              | 1. August 2002     | Belém       |
| 10.000 m             | 29:39,25 min         | Franck de Almeida                                                                               | 3. August 2002     | Belém       |
| 110 m Hürden (99 cm) | 13,41 s A (0,0 m/s)  | José Eduardo Mendes                                                                             | 19. Mai 2023       | Bogotá      |
| 400 m Hürden         | 50,96 s A            | Mikael de Jesus                                                                                 | 31. Mai 2015       | Cuenca      |
| 3000 m Hindernis     | 8:54,51 min          | Mariano Mastromarino                                                                            | 13. Oktober 2001   | Santa Fe    |
| 4 × 100 m Staffel    | 39,63 s              | Rodrigo Rocha Jackson da Silva Flávio Barbosa Aldemar da Silva                                  | 25. September 2011 | Medellín    |
| 4 × 400 m Staffel    | 3:08,35 min          | Pedro Luiz de Oliveira Leandro Pitarelli de Araújo Maicon Almeida dos Santos Anderson Henriques | 25. September 2011 | Medellín    |
| 10.000 m Bahngehen   | 39:56,01 min         | Éider Arévalo                                                                                   | 22. September 2011 | Medellín    |
| Hochsprung           | 2,23 m               | Alfredo Deza                                                                                    | 17. Mai 1998       | Córdoba     |
| Stabhochsprung       | 5,20 m A             | Ricardo David Montes                                                                            | 19. Mai 2023       | Bogotá      |
| Weitsprung           | 7,92 m               | Thiago Dias                                                                                     | 2. August 2002     | Belém       |
| Dreisprung           | 16,52 m A (+0,4 m/s) | Arnovis Dalmero                                                                                 | 15. Juni 2019      | Cali        |
| Kugelstoßen (6 kg)   | 20,93 m              | Nelson Fernandes                                                                                | 18. Oktober 2013   | Resistencia |
| Diskuswurf (1,75 kg) | 62,78 m              | Mauricio Ortega                                                                                 | 19. Oktober 2013   | Resistencia |
| Hammerwurf (6 kg)    | 80,59 m A            | Joaquín Gómez                                                                                   | 31. Mai 2015       | Cuenca      |
| Speerwurf            | 74,04 m              | Braian Toledo                                                                                   | 22. September 2011 | Medellín    |
| Zehnkampf            | 7304 Punkte          | Gonzalo Barroilhet                                                                              | 1./2. Oktober 2005 | Rosario     |

### Frauen
| Disziplin          | Rekord               | Athletin                                                            | Datum              | Ort           |
| ------------------ | -------------------- | ------------------------------------------------------------------- | ------------------ | ------------- |
| 100 m              | 11,09 s A (+1,5 m/s) | Ángela Tenorio                                                      | 30. Mai 2015       | Cuenca        |
| 200 m              | 22,84 s A (+0,5 m/s) | Ángela Tenorio                                                      | 31. Mai 2015       | Cuenca        |
| 400 m              | 53,28 s A            | Tianna Springer                                                     | 19. Mai 2023       | Bogotá        |
| 800 m              | 2:05,76 min          | Ana Paula da Silva                                                  | 24. September 2011 | Medellín      |
| 1500 m             | 4:24,53 min          | Carmen Alder                                                        | 9. Juli 2021       | Lima          |
| 3000 m             | 9:26,51 min          | Carmen Alder                                                        | 10. Juli 2021      | Lima          |
| 5000 m             | 16:41,34 min         | Sofia Mamani                                                        | 9. Juli 2021       | Lima          |
| 10.000 m           | 34:14,4 min          | Érika Olivera                                                       | 22. September 1994 | Santa Fe      |
| 100 m Hürden       | 13,48 s A (−0,4 m/s) | Clara Marín                                                         | 30. Mai 2015       | Cuenca        |
| 400 m Hürden       | 57,10 s A            | Valeria Cabezas                                                     | 16. Juni 2019      | Cali          |
| 3000 m Hindernis   | 10:14,81 min         | Stefany López                                                       | 10. Juli 2021      | Lima          |
| 4 × 100 m Staffel  | 44,42 s              | Josiane Valentim Bárbara Leôncio Ana Cláudia Silva Rosângela Santos | 30. Juni 2007      | São Paulo     |
| 4 × 400 m Staffel  | 3:36,74 min          | Melissa Torres Janeth Largacha Evelis Aguilar Rosangélica Escobar   | 25. September 2011 | Medellín      |
| 10.000 m Bahngehen | 47:10,20 min         | Mary Luz Andia                                                      | 15. Juni 2019      | Cali          |
| Hochsprung         | 1,86 m A             | Ana Caetano                                                         | 29. Mai 2015       | Cuenca        |
| Stabhochsprung     | 4,35 m               | Robeilys Peinado                                                    | 30. Mai 2015       | Cuenca        |
| Weitsprung         | 6,41 m (+1,6 m/s)    | Eliane Martins                                                      | 1. Oktober 2005    | Rosario       |
| Dreisprung         | 13,78 m              | Keila Costa                                                         | 1. August 2002     | Belém         |
| Kugelstoßen (4 kg) | 16,67 m              | Natalia Duco                                                        | 1. Juli 2007       | São Paulo     |
| Diskuswurf (1 kg)  | 55,88 m              | Izabela da Silva                                                    | 20. Oktober 2013   | Resistencia   |
| Hammerwurf         | 60,42 m              | Mariana García                                                      | 4. Juni 2017       | Leonora       |
| Speerwurf          | 56,24 m A            | Manuela Rotundo                                                     | 19. Mai 2023       | Bogotá        |
| Siebenkampf        | 5574 Punkte          | Vanessa Spínola                                                     | 1./2. August 2009  | Port of Spain |

### Mixed
| Disziplin         | Rekord        | Athletin                                                             | Datum        | Ort    |
| ----------------- | ------------- | -------------------------------------------------------------------- | ------------ | ------ |
| 4 × 400 m Staffel | 3:22,84 min A | Vinícius Moura Camille de Oliveira Elias Oliveira Stefany dos Santos | 20. Mai 2023 | Bogotá |

## Ewiger Medaillenspiegel
Insgesamt wurden bei Leichtathletik-U20-Südamerikameisterschaften 1727 Gold-, 1726 Silber- und 1724 Bronzemedaillen von Athleten aus allen 13 Ländern der CONSUDATLE gewonnen. Die nachfolgende Tabelle enthält alle Nationen in lexikographischer Ordnung (Stand: nach den Leichtathletik-U20-Südamerikameisterschaften 2024).
| Platz | Land        | Gold | Silber | Bronze | Total |
| ----- | ----------- | ---- | ------ | ------ | ----- |
| 01    | Brasilien   | 770  | 592    | 476    | 1838  |
| 02    | Argentinien | 271  | 264    | 307    | 842   |
| 03    | Kolumbien   | 179  | 220    | 180    | 579   |
| 04    | Chile       | 174  | 216    | 276    | 666   |
| 05    | Venezuela   | 110  | 169    | 138    | 417   |
| 06    | Ecuador     | 96   | 91     | 113    | 300   |
| 07    | Peru        | 71   | 101    | 115    | 287   |
| 08    | Uruguay     | 20   | 30     | 50     | 100   |
| 09    | Paraguay    | 13   | 14     | 21     | 48    |
| 10    | Guyana      | 10   | 11     | 19     | 40    |
| 11    | Panama      | 8    | 7      | 9      | 24    |
| 12    | Bolivien    | 4    | 9      | 14     | 27    |
| 13    | Suriname    | 1    | 2      | 6      | 9     |